# 石天柱
石天柱（1474年—1525年），字季瞻，號秀峰，四川承宣布政使司順慶府岳池縣（今四川省岳池縣），明朝政治人物，正德戊辰进士。官都給事中時，以刺血上疏諫武宗南巡聞名。

## 生平
原姓慕，曾祖慕德二，元季兵扰，自南走蜀，徙岳池赘石氏，因冒其姓，改名石賢。治《易經》，行四，由國子生中式弘治十七年（1504年）甲子科四川鄉試第六十九名舉人，年三十五歲中式正德三年（1508年）戊辰科會試第二十八名，第三甲第九十八名進士。當授給事中，吏科李憲請按照監察御史例，給其試職一年，授戶科試給事中。乾清宮火災，石天柱上疏稱朝廷弊病，累遷工科都給事中。
正德十一年（1515年），都督馬昂獻其妹马氏給武宗，而此女已有身孕。石天柱率領同僚聯名兩次上疏，不報。
泰山有碧霞元君祠，宦官黎鑑請求徵收香火錢作為修葺費用。石天柱稱祀典中只祭祀東嶽神，沒有所謂的碧霞元君，屬於不合禮法的淫祀，不能許可。正德十二年四月，武宗下詔清出西安門外鳴玉、積慶二坊民居，并所有修建，石天柱等上疏請求停止，武宗全然不省察。
同年，武宗開始在塞外巡遊，并在宣府修建鎮國府，石天柱率領同僚盡力進諫。孝貞純皇后將要安葬，武宗借動土名義又要巡遊。石天柱念及皇帝遊樂無度，朝廷大臣雖進諫，武宗仍不回心轉意，遂思感動的方法，於是決定寫刺血奏疏。大致為：
|  | 臣私下認為，生臣之身的，是臣的雙親。而成就臣之身的，是朝廷的恩惠。感謝成身之恩而想報效于陛下，是我的心願。因此刺臣的血，以寫下我的心意，表明我的忠心，還望陛下能夠察諒實情。數年以來，星象變異地震發生，大水饑荒，災難怪相數不勝數，而陛下仍然不省悟，現在災禍發生在太皇太后身上。上天的意旨，是想陛下在居喪之時，悔過自新，以保全社稷大業。如果還不省悟，天意或許已盡了。喪禮是大事，為人之子應當盡孝。陛下對太皇太后不能做到，那麼群臣對陛下必然不能盡忠。不忠，將沒有什麽事情做不出來，突然有變故，人心即瓦解了。那高高的權位，是奸臣窺伺的目標。從前太康在洛、汭等地田獵，隋煬帝在江都巡行，都因此遭致亡國，怎能不以此為鑒呢！現在朝廷虧空、城市虧空、倉庫虧空、邊界虧空，天下人都尚知危亡的禍患，只有陛下仍不知而已。國家的治理混亂、安定危險，是行是止均在此了。這是臣痛心為陛下感到可惜，又願冒死為陛下進言的緣由了。 |

奏疏共有數千字，當石天柱刺血時，恐怕被家人阻攔，他就躲到密室裏面，即使妻兒也不知。上疏后，便換下衣服等待罪罰。得知此事的人都感到悲愴，而武宗仍然不省悟。
一個月過後，兵部尚書王瓊欲借哈密戰事殺害都御史彭澤。群臣商議時，王瓊盛氣凌人，眾人不敢發言。石天柱與同僚王爌力辨彭澤無罪。最后，彭澤僅遭到罷免處分而已。王瓊為此報復，發天柱為臨安府推官。
明世宗繼位后，王瓊免職。石天柱復職。不久升任大理寺丞，嘉靖四年（1525年）三月赴任，至河南開封而卒，年五十二。其子石忠請恤，特予祭祀。

## 家族
曾祖石賢。祖父石永庆。父石瓊，施南经历，敕封户科給事中。前母王氏、赵氏；母陈氏；继母陈氏。具庆下，兄天恩、天机、天相。子石忠、石孝、石廉。

## 延伸阅读
[在维基数据编辑]
 《明史卷一百八十八》，出自《明史》